# Нилюфер
Нилюфер (тур. Nilüfer) — район провинции Бурса (Турция), часть города Бурса. Назван в честь протекающей по его территории реки Нилюфер.

## Экономика
Изначально это была сельская местность с развитым сельским хозяйством, однако в последние годы в районе бурно развивается индустрия.